# Tópico (mensagens)
Em APIs de serviços de mensagens, tópicos são utilizados para designar um rótulo a mensagens. Sendo assim, cada consumidor pode localizar suas mensagens através de tópicos. Por exemplo: se um consumidor estiver registrado em diversas filas e estiver configurado para processar qualquer mensagem que tenha no seu tópico a descrição "Títulos de Capitalização".